# HD224361
HD224361 — хімічно пекулярна зоря спектрального класу
A2 й має  видиму зоряну величину в смузі V приблизно  6,0.
Вона  розташована на відстані близько 205,0 світлових років від Сонця.